# Martin Quittenton
Martin Quittenton (22. April 1945 – 16. April 2015) war ein britischer Gitarrist und Komponist. Er war Gründungsmitglied der Bluesrockformation Steamhammer. Bekannt wurde er als Co-Autor des Rod-Stewart-Klassikers Maggie May aus dem Jahr 1971.

## Karriere
Nach der Veröffentlichung des Steamhammer-Debüts Reflections verließ Quittenton die Band, um sich Rod Stewarts Studioband anzuschließen. Mit ihm veröffentlichte er zwischen 1969 und 1974 fünf Alben, darunter drei, die die Spitze der britischen Charts erreichten. Er war Co-Autor von Stewarts Hit-Singles You Wear It Well (1972) und Maggie May, beides Nummer-1-Hits in England. Stewarts parallelem Bandprojekt The Faces wollte Quittenton sich jedoch nicht anschließen.
1972 schloss er sich der Band Pilot an, mit der er ebenfalls ein Album veröffentlichte. Danach gab es Pläne für eine Band mit Pianist Pete Sears, Keyboarder Max Middleton und dem Steamhammer-Schlagzeuger John Lingwood. Obwohl Island Records Interesse an dem Projekt zeigte, kam die Band nie zustande.
Quittenton, der stets mit psychischen Problemen zu kämpfen hatte, zog sich Mitte der 1970er Jahre aus dem Musikgeschäft zurück und lebte in Wales.

## Diskografie
mit Steamhammer
- 1969 Reflections (CBS)

mit Rod Stewart
- 1969 An Old Raincoat Won’t Ever Let You Down (Mercury)
- 1970 Gasoline Alley (Mercury)
- 1971 Every Picture Tells a Story (Mercury)
- 1972 Never a Dull Moment (Mercury)
- 1974 Smiler (Mercury)

mit Pilot
- 1973 Pilot (RCA)

mit Joyce Everson
- 1972 Crazy Lady (Warner Bros.)